# 댈롤 화산

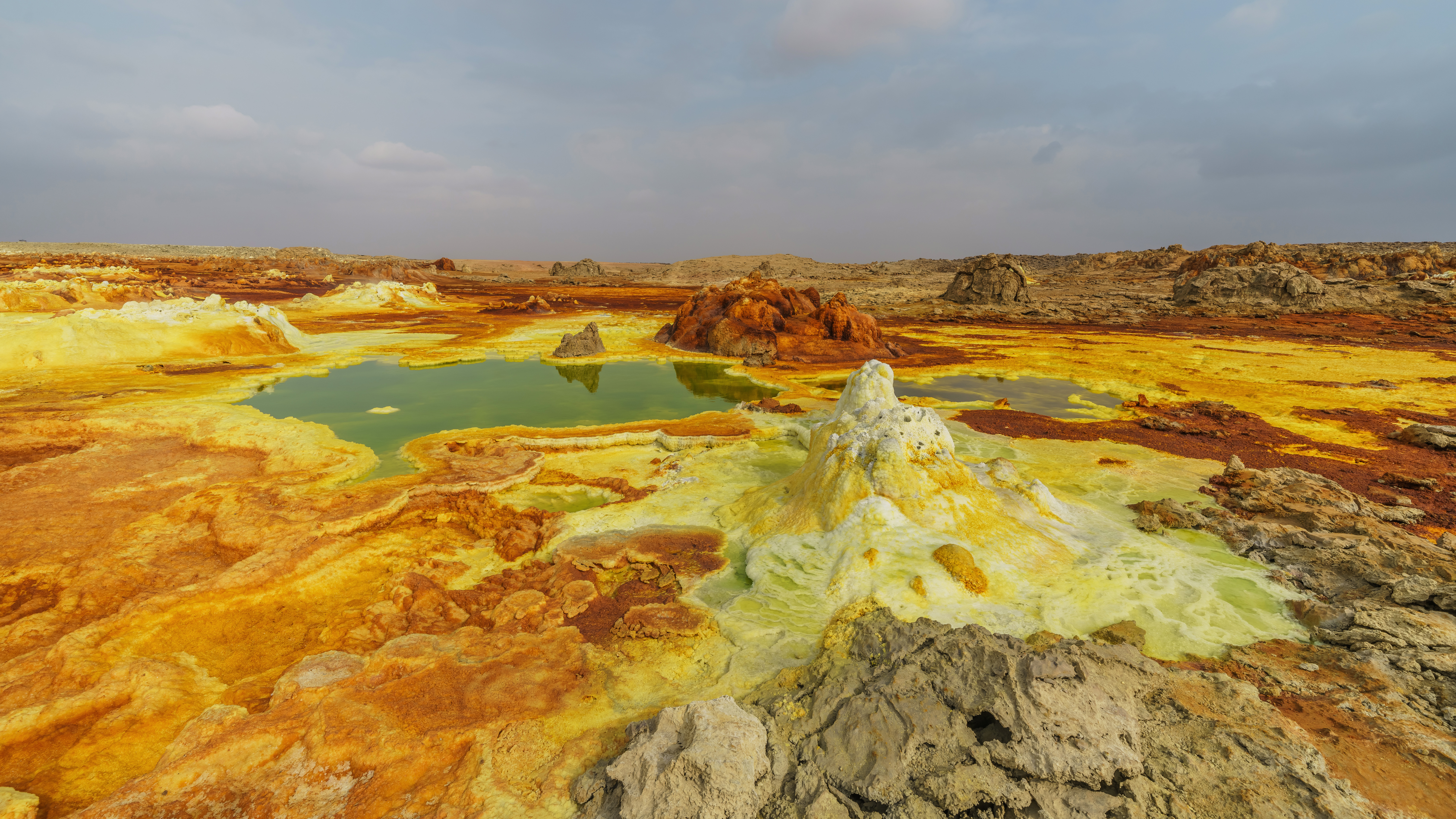
댈롤 화산

댈롤 화산(영어:Dallol)은 에티오피아의 다나킬 사막에 있는 거대한 화산 지대로, 에티오피아의 옐로스톤이라고도
하는데 그 이유는 황 성분이 많은 바위가 있어서 그렇다. 이곳은 폭발 화구로, 유황 호수가 많다. 분화의 기록도 있는데,
마지막 폭발은 1926년에 있었다. 그때는 대부분 황같은 물질을 분출했을 것이다. 해발고도도 낮다. 그것도 해발 -48m이다. 화산 중에서
해발고도가 제일 낮으나, 그러나 크기는 넓은 면적을 차지하기 때문에 세계에서 가장 작은 화산이 아니다. 현재도 활화산이지만, 분화 조짐은
보이지 않는다. 그러나 유황 호수에서는 아직도 유황이 나온다. 그러니 이 호수에 들어가면 죽을 것이다. 이곳의 바위는 아주
알록달록하다. 이곳은 연평균 기온이 34도, 최고 기온이 60도 이상으로 세계에서 가장 더운 화산이자 지역이다.